# Hugo Paredero
Hugo Paredero (Carlos Tejedor, 21 de febrero de 1948) es un periodista, escritor, guionista, presentador y crítico de cine argentino. 

## Trayectoria

### Revistas
- Revista Humor
- Página/12
- Imagina
- Revista Playboy
- Espectador
- Caras y caretas
- Cinemanía

### Radio
Radio Belgrano
- Nuevos Aires

Radio Del Plata
- Edición ’90
- Por amor al arte

La Isla FM 89.9
- Por amor al arte
- Contar hasta mil

Radio Nacional
- Mambo argentino
- Tiempo de sumar
- Por amor al arte
- Parrafus interruptus
- Hoy más que nunca
- Democracia.ar

Radio de la Ciudad
- La musa está servida

Radio Mitre
- Según cómo se mire[1]
- Ni se te ocurra contarlo[2]

Radio del Pueblo
- Por amor al arte

AM 750
- Una nueva aventura
- La siesta con Paredero

El Destape Radio AM 1070
- El especial de los sábados

### Podcast
- Sabios y populares[3]

### Obras
- ¿Cómo es un recuerdo?: La dictadura contada por los chicos que la vivieron, (obtenido de la entrevista a 150 niños)
- Solos & Mal acompañados
- Héctor Alterio: Más grande que su maldición y más grande que su destino (Ediciones Trilce, Montevideo. 1986)

### Críticas de cine
- Cuando éramos campeones...
- Perdón: ¿Qué es currar?
- La madre del borrego
- Las sucursales del dolor